# Maccabi Haifa BC
O Maccabi Haifa Basketball Club (em hebraico:  מכבי חיפה), conhecido também como Maccabi Hunter Haifa por motivos de patrocinadores, é um clube de basquetebol baseado em Haifa, Israel que atualmente disputa a Ligat HaAl. Manda seus jogos na Romema Arena com capacidade para 5.000 espectadores.

## Histórico de Temporadas
| Temporada | Nível | Liga         | Pos. | J     | PL  | Resultado                              | Copa do Estado    | Copa da Liga      |
| --------- | ----- | ------------ | ---- | ----- | --- | -------------------------------------- | ----------------- | ----------------- |
| 2007–08   | 2     | Liga Leumit  | 4    | 15-11 |     | Promovidofinalista                     | Primeira fase     | -                 |
| 2008–09   | 1     | Ligat HaAl   | 3    | 14-8  | 4-2 | Finalista                              | Finalista         | -                 |
| 2009–10   | 1     | Ligat HaAl   | 4    | 14-8  | 1-3 | Quartas de finais                      | Oitavas finais    | Semifinais        |
| 2010–11   | 1     | Ligat HaAl   | 9    | 8-19  |     | Venceu os playout e permaneceu na div. | Quartas de finais | -                 |
| 2011–12   | 1     | Ligat HaAl   | 11   | 5-19  |     | Venceu os playout e permaneceu na div. | Oitavas de finais | -                 |
| 2012–13   | 1     | Ligat HaAl   | 2    | 17-10 | 7-2 | Campeão                                | Finalista         | Semifinais        |
| 2013–14   | 1     | Ligat HaAl   | 3    | 18-10 | 7-5 | Finalista                              | Oitavas de finais | Semifinais        |
| 2014–15   | 1     | Ligat HaAl   | 5    | 17-16 | 2-3 | Quartas de finais                      | Semifinais        | Quartas de finais |
| 2015–16   | 1     | Ligat HaAl   | 3    | 19-14 | 2-3 | Quartas de finais                      | Quartas de finais | Quartas de finais |
| 2016–17   | 1     | Ligat HaAl   | 8    | 16-17 | 4-2 | Finalista                              | Quartas de finais | Quartas de finais |
| 2017-18   | 1     | Ligat HaAl   | 12   | 11-22 |     | Rebaixado                              | Oitavas de finais | -                 |
| 2018-19   | 2     | Ligat Leumit | 4    | 16-10 | 8-2 | Promovidocampeão                       |                   | -                 |

fonte:eurobasket.com

## Participações em competições internacionais
- 1971-72 FIBA Copa Korać:(eliminado na primeira eliminatória com duas derrotas para o  Denain.)
- 1985-86 FIBA Copa Saporta:(eliminado na segunda eliminatória com duas derrotas para o  Jugoplastika.)
- 1987-88 FIBA Copa Korać:(eliminado na segunda eliminatória com uma vitória e uma derrota para o  ASVEL Basket.)
- 1992-93 FIBA Copa Korać:(eliminado na segunda fase com uma vitória e uma derrota para o  BCM Gravelines.)
- 1999-00 FIBA Copa Korać:(eliminado na terceira fase com uma vitória e uma derrota para o  Pepsi Rimini.)
- 2010-11 FIBA EuroChallenge:(Eliminado na fase Last 16, ficando em 3º lugar no grupo I.)
- 2013-14 Eurocopa de Basquetebol:(4º colocado no grupo K (2 vitórias e 4 derrotas)

## Títulos

### Liga israelense
- Campeão (1):2012-13
- Finalista (3):2008-09, 2013-14, 2016-17

### Copa do Estado de Israel
- Finalista (2):2009, 2013

### Liga Leumit (2ª divisão)
Campeão (1):2018-19
Finalista (1):2007-08

## Jogadores notáveis
- Itzhak Rubinstein 12 temporadas: '53-'65
- Shlomo Peled 11 temporadas: '54-'65
- Haim Buchbinder 11 temporadas: '61-'72
- Itzhak Kisilov 15 temporadas: '63-'78
- Ze'ev Kagan 14 temporadas: '67-'81
- Moshe Bitter 10 temporadas: '68-'78
- Rani Isaac 9 temporadas: '69-'78
- David Mastbaum 3 temporadas: '79-'82
- Glenn Consor 2 temporadas: '80-'82
- Willie Sims 2 temporadas: '81-'83
- David Blatt 3 temporadas: '81-'84
- Ari Rosenberg 10 temporadas: '81-'89, '91-'93
- Greg Cook 3 temporadas: '82-'85
- James Terry 2 temporadas: '83-'85
- Doron Shefa 4 temporadas: '84-'88
- Adi Gordon 5 temporadas: '84-'89
- Tomer Steinhauer 6 temporadas: '85-'88,'89-'91,'03-'04
- Joe Binion 1 temporada: '87-'88
- Assaf Barnea 3 temporadas: '87-'90
- Randy Owens 2 temporadas: '88-'90
- Koren Amisha 4 temporadas: '88-'92
- Benny Marcus 4 temporadas: '89-'93
- Bernard Thompson 1 temporada: '90-'91
- Gary Alexander 1 temporada: '92-'93
- Mlađan Šilobad 1 temporada: '98-'99
- Steve Hood 1 temporada: '98-'99
- Meir Tapiro 2 temporadas: '98-'00
- Andrew Kennedy 2 temporadas: '98-'00
- Mark Dean 1 temporada: '99-'00
- Stanley Brundy 2 temporadas: '00-'02
- Corey Gaines 3 temporadas: '00-'03
- Marko Bulić 3 temporadas: '00-'03
- Ryan Lexer 3 temporadas: '01-'04
- Petar Arsić 1 temporada: '02-'03
- Demetrius Alexander 1 temporada: '03-'04
- Rashid Atkins 1 temporada: '03-'04
- Gur Porat 2 temporadas: '04-'05, '08-'09
- Uri Kokia 2 temporadas: '07-'08, '13-'14
- Doron Perkins 1 temporada: '08-'09
- Ben Strong 2 temporadas: '08-'10
- Davon Jefferson 2 temporadas: '08-'10
- Moshe Mizrahi 2 temporadas: '08-'10
- Ido Kozikaro 4 temporadas: '08-'10, '12-'14
- Jason Rich 1 temporada: '09-'10
- Mamadou N'Diaye 1 temporada: '10
- Dror Hajaj 1 temporada: '10-'11
- Elishay Kadir 1 temporada: '10-'11
- Frank Robinson 1 temporada: '10-'11
- Avi Ben-Chimol 2 temporadas: '10-'12
- Sylven Landesberg 2 temporadas: '10-'12
- Jermaine Jackson 1 temporada: '11-'12
- Tyler Wilkerson 1 temporada: '11-'12
- Carlos Powell 1 temporada: '11-'12
- James Thomas 1 temporada: '12-'13
- Pat Calathes 1 temporada: '12-'13
- Paul Stoll 1 temporada: '12-'13
- Gal Mekel 1 temporada: '12-'13
- Cory Carr 1 temporada: '12-'13
- Donta Smith 2 temporadas: '12-'14
- Chanan Colman 3 temporadas: '12-'13, '14-'16
- Alexey Chubrevich 4 temporadas: '12-'16
- Brian Randle 1 temporada: '13-'14
- Moran Roth 2 temporadas: '13-'15
- Ike Ofoegbu 2 temporadas: '13-'15
- René Rougeau 2 temporadas: '14-'16
- John DiBartolomeo 2 temporadas: '15-'17
- Gregory Vargas 2 temporadas: '15-'17
- Will Graves 3 temporadas: '14-'17

## Maccabi Haifa enfrentando equipes da NBA
| 3 de outubro de 2010 |  | New Jersey Nets | 108–70 | Maccabi Haifa |  | Prudential Center, Newark, New Jersey |  |

| 11 de outubro de 2012 |  | Golden State Warriors | 108–100 | Maccabi Haifa |  | Oracle Arena, Oakland, California |  |

| 16 de outubro de 2012 |  | Minnesota Timberwolves | 114–81 | Maccabi Haifa |  | Target Center, Minneapolis, Minnesota |  |

| 7 de outubro de 2013 |  | Phoenix Suns | 130–89 | Maccabi Haifa |  | U.S. Airways Center, Phoenix, Arizona |  |

| 8 de outubro de 2013 |  | Detroit Pistons | 91–69 | Maccabi Haifa |  | Palace of Auburn Hills, Auburn Hills, Michigan |  |

| 13 de outubro de 2013 |  | Memphis Grizzlies | 116–70 | Maccabi Haifa |  | FedExForum, Memphis, Tennessee |  |

| 15 de outubro de 2014 |  | Washington Wizards | 101–95 | Maccabi Haifa |  | Verizon Center, Washington, D.C. |  |

| 18 de outubro de 2014 |  | Portland Trail Blazers | 121–74 | Maccabi Haifa |  | Rose Garden*, Portland, Oregon |  |

| 19 de outubro de 2014 |  | Sacramento Kings | 91–59 | Maccabi Haifa |  | Sleep Train Arena, Sacramento, California |  |

| 22 de outubro de 2014 |  | Toronto Raptors | 92–85 | Maccabi Haifa |  | Air Canada Centre, Toronto, Ontario, Canada |  |

| 8 de outubro de 2015 |  | Memphis Grizzlies | 97–84 | Maccabi Haifa |  | FedExForum, Memphis, Tennessee |  |

| 11 de outubro de 2015 |  | Los Angeles Lakers | 126–83 | Maccabi Haifa |  | Staples Center, Los Angeles, California |  |

| 10 de outubro de 2016 |  | Sacramento Kings | 135–96 | Maccabi Haifa |  | Golden 1 Center, Sacramento, California |  |

| 4 de outubro de 2017 |  | Utah Jazz | 117–78 | Maccabi Haifa |  | Vivint Smart Home Arena, Salt Lake City, Utah |  |

| 10 de outubro de 2017 |  | Indiana Pacers | 108–89 | Maccabi Haifa |  | Bankers Life Fieldhouse, Indianapolis, Indiana |  |

| 13 de outubro de 2017 |  | Portland Trail Blazers | 129–81 | Maccabi Haifa |  | Moda Center, Portland, Oregon |  |